# Torneig de Wimbledon 2023
El Torneig de Wimbledon 2023, conegut oficialment com a Wimbledon Championships 2023, és una competició de tennis masculina i femenina disputada sobre gespa que pertany a la categoria de Grand Slam. La 136a edició del torneig es va celebrar entre el 3 i el 16 de juliol de 2023 al All England Lawn Tennis and Croquet Club de Londres, Anglaterra.

## Resum
- El tennista espanyol Carlos Alcaraz va guanyar el segon títol individual de Grand Slam del seu palmarès i ho va fer derrotant el serbi Novak Đoković, defensor del títol en les quatre edicions consecutives anteriors i guanyador del títol en set ocasions. La consecució del títol li va permetre mantenir-se al capdamunt del rànquing individual, que estava en joc en la final. Per primera vegada des de 2002 amb l'australià Lleyton Hewitt, ni el primer cap de sèrie, ni el guanyador del títol pertanyien als Big Four, format per Roger Federer, Rafael Nadal, Đoković i Andy Murray.[1][2]

- La txeca Markéta Vondrousová va guanyar el primer títol individual de Grand Slam i tot just el segon títol individual del seu palmarès, sis anys després del primer. Va esdevenir la primera tennista no cap de sèrie que guanyava aquest títol en l'Era Open. Aquesta victòria li va permetre entrar al Top 10 del rànquing femení per primera vegada. En la final va derrotar la turca Ons Jabeur, que disputava la tercera final de Grand Slam individual i la segona consecutiva a Wimbledon.[3]

- La parella formada pel neerlandès Wesley Koolhof i el britànic Neal Skupski van guanyar el primer títol de Grand Slam de les seves carreres. Aquesta victòria els va permetre recuperar el número 1 del rànquing de dobles masculins. En la final van derrotar el català Marcel Granollers i l'argentí Horacio Zeballos, que lluitaven pel primer títol en la tercera final de Grand Slam que disputaven.[4]

- La parella formada per la taiwanesa Hsieh Su-wei i la txeca Barbora Strýcová van reeditar el títol aconseguit l'any 2019, esdevenint el segon títol de Grand Slam que guanyaven juntes en tres finals disputades. Per Hsieh va ser el quart títol de dobles femenins guanyat a Wimbledon i el sisè títol de Gran Slam en aquesta modalitat, mentre que per Strýcová era el segon títol de Grand Slam. Destaca el fet que Hsieh i Strýcová havien estat tota la temporada 2022 fora del circuit i van tornar a jugar juntes tres mesos abans del torneig. Ambdues amb 37 anys van esdevenir la parella femenina més veterana en disputar una final de Grand Slam.[5]

- La parella mixta formada per la ucraïnesa Liudmila Kitxenok i el croat Mate Pavić van guanyar el primer títol de Grand Slam junts, per Kichenok va ser el primer títol de Grand Slam i la primera ucraïnesa en guanyar a Wimbledon, mentre que per Pavić era el tercer títol de Grand Slam en dobles mixts, tots tres diferents i només a un de completar el Grand Slam.[6][7]

## Campions/es

### Elit
| Categoria          | Campions/es                   | Finalistes                         | Resultat                   |
| ------------------ | ----------------------------- | ---------------------------------- | -------------------------- |
| Individual masculí | Carlos Alcaraz                | Novak Đoković                      | 1−6, 7−6(6), 6−1, 3−6, 6−4 |
| Individual femení  | Markéta Vondrousová           | Ons Jabeur                         | 6−4, 6−4                   |
| Dobles masculins   | Wesley Koolhof Neal Skupski   | Marcel Granollers Horacio Zeballos | 6−4, 6−4                   |
| Dobles femenins    | Hsieh Su-wei Barbora Strýcová | Storm Hunter Elise Mertens         | 7−5, 6−4                   |
| Dobles mixts       | Liudmila Kitxenok Mate Pavić  | Xu Yifan Joran Vliegen             | 6−4, 6−7(9), 6−3           |

### Júniors
| Categoria          | Campions/es                     | Finalistes                   | Resultat |
| ------------------ | ------------------------------- | ---------------------------- | -------- |
| Individual masculí | Henry Searle                    | Yaroslav Demin               | 6−4, 6−4 |
| Individual femení  | Clervie Ngounoue                | Nikola Bartůňková            | 6−2, 6−2 |
| Dobles masculins   | Jakub Filip Gabriele Vulpitta   | Branko Đurić Arthur Gea      | 6−3, 6−3 |
| Dobles femenins    | Alena Kovačková Laura Samsonová | Hannah Klugman Isabelle Lacy | 6−4, 7−5 |

## Distribució de punts i premis

### Distribució de punts
| Esdeveniment       | G    | F    | SF  | QF  | Ronda de 16 | Ronda de 32 | Ronda de 64 | Ronda de 128 | Q  | Q3 | Q2 | Q1 |
| Individual masculí | 2000 | 1200 | 720 | 360 | 180         | 90          | 45          | 10           | 25 | 16 | 8  | 0  |
| Dobles masculins   | 2000 | 1200 | 720 | 360 | 180         | 90          | 0           | −            | 25 | −  | −  | 0  |
| Individual femení  | 2000 | 1300 | 780 | 430 | 240         | 130         | 70          | 10           | 40 | 30 | 20 | 2  |
| Dobles femenins    | 2000 | 1300 | 780 | 430 | 240         | 130         | 10          | −            | −  | −  | −  | −  |

### Distribució de premis
| Esdeveniment | G         | F         | SF      | QF      | Ronda de 16 | Ronda de 32 | Ronda de 64 | Ronda de 128 | Q3     | Q2     | Q1     |
| Individuals  | 2.350.000 | 1.175.000 | 600.000 | 340.000 | 207.000     | 131.000     | 85.000      | 55.000       | 36.000 | 21.750 | 12.750 |
| Dobles       | 600.000   | 300.000   | 150.000 | 75.000  | 36.250      | 22.000      | 13.750      | −            | −      | −      | −      |
| Dobles mixts | 128.000   | 64.000    | 32.000  | 16.500  | 7.750       | 4.000       | −           | −            | −      | −      | −      |

- Els premis són en lliures esterlines.
- Els premis de dobles són per equip.